# Percival Spencer
Pour les articles homonymes, voir Spencer.
Percival « Percy » Spencer (né le 24 février 1975) est un athlète jamaïcain, spécialiste des épreuves de sprint.

## Biographie
Le 20 juin 1997, à Kingston, il franchit la barrière des dix secondes au 100 m en établissant le temps de 9 s 98 (+ 1,4 m/s).
Il participe aux Jeux olympiques d'été de 1996 à Atlanta où il atteint les quarts de finale du 200 m et les demi-finales du 4 x 100 m.

## Records
| Épreuve | Performance | Lieu      | Date         |
| ------- | ----------- | --------- | ------------ |
| 100 m   | 9 s 98      | Kingston  | 20 juin 1997 |
| 200 m   | 20 s 21     | San Diego | 23 mai 1997  |